# Gentiana durangensis
Gentiana durangensis és una espècie de planta fanerògama que pertany a la família de les gencianàcies (Gentianaceae).

## Descripció
Gentiana durangensis és una planta perenne amb rizomes que donen lloc a tiges ascendents i decumbents, de 10 a 25 cm de llarg, glabres i simples. Les fulles són sèssils, linears a llargament oblanceolades, de 3 a 5 cm de llarg i 1,5 a 4 mm d'amplada, l'àpex és acuminat, la base és lleugerament atenuada i connata, el limbe foliar és cartilaginós, sencer inapreciablement denticulada; la nervadura mitjana és evident al revers.
Tenen entre una a diverses flors a la porció terminal de la tija. Els peduncles fan entre 0,5 a 2 cm de llarg, usualment amb un parell de bràctees a la porció mitjana, semblants a les fulles. El calze és glabre, obovat, de 4 a 7 mm de llarg, l'àpex és truncat, els lòbuls són diminuts en forma de petits mucrons, una sola línia de dehiscència que va de la part mitjana del tub a l'àpex. La corol·la és infundibuliforme de color blau porpra amb bandes de color blanc crema als apèndixs interpetalins, de 2,5 a 3,5 cm de llarg, lòbuls oblats, lleugerament apiculats, 3 mm de llarg i 5 mm d'amplada. Els apèndixs interpetalins són obtusos amb àpexs. Els estams tenen filaments que estan soldats al tub de la corol·la, porció lliure d'uns 10 mm de llarg. El pistil és estretament el·lipsoide, de 12 mm de llarg, l'estil és curt, l'estigma és bilobulat.

## Distribució i hàbitat
Coneguda d´una localitat de l'est de l'estat mexicà de Durango. Creix en clarianes i en àrees inundables de pinedes a una altitud de 2600 m. Floreix de setembre a desembre.
Per ser una planta poc coneguda i col·lectada es pot considerar vulnerable a l'extinció.

## Taxonomia
Gentiana durangensis va ser descrita per José Ángel Villarreal-Quintanilla i publicat a Acta Botánica Mexicana 34: 49, a l'any 1996.
Etimologia
Gentiana: Segons Plini el Vell i Dioscòrides Pedaci, el seu nom deriva del de Genci, rei de Il·líria en el segle ii, a qui s'atribuïa el descobriment del valor curatiu de la Gentiana lutea.
durangensis: epítet geogràfic que fa referència a l'estat mexicà de Durango.